# Standlake
Standlake is een civil parish in het bestuurlijke gebied West Oxfordshire, in het Engelse graafschap Oxfordshire met 1497 inwoners.

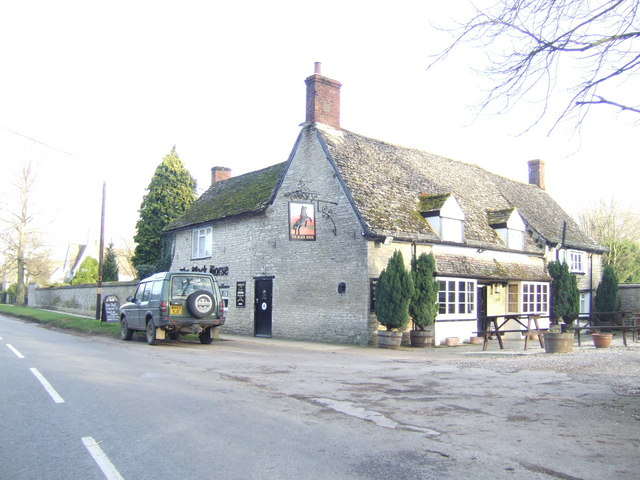
The Black Horse